# VIVA World Cup 2008 (mężczyźni)
VIVA World Cup 2008 – drugie w historii rozgrywki o puchar Nelsona Mandeli. Turniej został zorganizowany przez zwycięzcę pierwszej edycji turnieju – Laponię.
W turnieju wystartowało siedem drużyn w tym po raz pierwszy dwie drużyny kobiece, które rozegrały osobny turniej.

## Uczestnicy
- Laponia
- Padania
- Prowansja
- Iracki Kurdystan
- Aramejczycy

Poza wymienionymi drużynami, 7 innych zastanawiało się nad udziałem w turnieju. Drużynami tymi były:
- Masajowie
- Zachodnia Papua
- Gozo
- Zanzibar
- Tybet
- Grenlandia

## Faza grupowa

### Tabela
| lp | zespół           | M | Z | R | P | bramki | pkt    |
| -- | ---------------- | - | - | - | - | ------ | ------ |
| 1. | Padania          | 4 | 4 | 0 | 0 | 14 – 3 | 12 pkt |
| 2. | Aramejczycy      | 4 | 2 | 1 | 1 | 7 – 4  | 7 pkt  |
| 3. | Iracki Kurdystan | 4 | 1 | 2 | 1 | 6 – 4  | 5 pkt  |
| 4. | Sapmi            | 4 | 1 | 1 | 2 | 6 – 7  | 4 pkt  |
| 5. | Prowansja        | 4 | 0 | 0 | 4 | 3 – 18 | 0 pkt  |

### Wyniki
| 7 lipca 2008 23:00 CET | Sapmi · Matti Eira 50' · Erik Berthelsen 63' | 2 – 20 – 1nf-board | Iracki Kurdystan · 40' Ciawar Khandan · 70' Halkurd Mulla Mohammed | Gällivare Stadium, Gällivare Widzów: 1300 Sędzia: Johnny Nielsen |
|                        |                                              |                    |                                                                    |                                                                  |

| 8 lipca 2008 17:00 CET | Prowansja · Stephan Giordano 23' | 1 – 61 – 4nf-board | Padania · 7' Michele Cossato · 34', 45'-k. Stefano Salandra · 36', 80' Giordan Ligarotti · 90' Giacomo Ferrari | Gällivare Stadium, Gällivare Widzów: 600 Sędzia: Ragnar Dahl |
|                        |                                  |                    | |                                                              |

| 9 lipca 2008 13:00 CET | Prowansja | 0 – 30 – 0nf-board | Iracki Kurdystan · 55'Hamad Rahman · 90+1', 90+3'Halkurd Mulla Mohammed | Malmberget Stadium, Malmberget Widzów: 600 Sędzia: Mikkel Sara |
|                        |           |                    |                                                                         |                                                                |

| 9 lipca 2008 17:00 CET | Aramejczycy · Tuncay Yoksel 62' | 1 – 00 – 0nf-board | Sapmi · Mikkel Eira 80', 90+2' | Gällivare Stadium, Gällivare Widzów: 1000 Sędzia: Ragnar Dahl |
|                        |                                 |                    |                                |                                                               |

| 10 lipca 2008 12:00 CET | Aramejczycy brak danych | 5 – 0vivaworldcup.info rsssf | Prowansja | Malmberget Stadium, Malmberget |
|                         |                         |                              |           |                                |

| 10 lipca 2008 17:00 CET | Padania · Gentilini 15' · Salandra ??' | 2 – 1vivaworldcup.info rsssf | Iracki Kurdystan brak danych | Gällivare Stadium, Gällivare |
|                         |                                        |                              |                              |                              |

| 11 lipca 2008 13:00 CET | Sapmi | 0 – 20 – 0vivaworldcup.info rsssf | Padania · 85' Ligarotti · 87' Cossato | Malmberget Stadium, Malmberget |
|                         |       |                                   |                                       |                                |

| 11 lipca 2008 17:00 CET | Iracki Kurdystan | 0 – 0vivaworldcup.info rsssf | Aramejczycy | Gällivare Stadium, Gällivare |
|                         |                  |                              |             |                              |

| 12 lipca 2008 12:00 CET | Padania · Cossato ??' · D'Alessandro ??', ??' · Salandra ??' | 4 – 1vivaworldcup.info rsssf | Aramejczycy brak danych | Malmberget Stadium, Malmberget |
|                         |                                                              |                              |                         |                                |

| 12 lipca 2008 16:00 CET | Sapmi · Matti Eira 3' · Mikal Eira 7' · Logje 28' · Dreyer 83' | 4 – 2vivaworldcup.info rsssf | Prowansja · ??'. ??' Giordano | Gällivare Stadium, Gällivare |
|                         |                                                                |                              |                               |                              |

## Faza finałowa

### Mecz o 3 miejsce
| 13 lipca 2008 11:00 CET | Iracki Kurdystan · Jalal 90' | 1 – 30 – 3vivaworldcup.info rsssf | Sapmi · 5', 31' Mikal Eira · 7' Stangnes | Malmberget Stadium, Malmberget |
|                         |                              |                                   |                                          |                                |

### Finał
| 13 lipca 2008 20:00 CET | Padania · Colombo 7' · Ligarotti 12' | 2 – 0vivaworldcup.info rsssf | Aramejczycy | Gällivare Stadium, Gällivare |
|                         |                                      |                              |             |                              |

## Klasyfikacja końcowa
| M  | Zespół           |
| -- | ---------------- |
| 1. | Padania          |
| 2. | Aramejczycy      |
| 3. | Sapmi            |
| 4. | Iracki Kurdystan |
| 5. | Prowansja        |

## Najlepsi strzelcy
| Zawodnik            | bramki | Reprezentacja    |
| ------------------- | ------ | ---------------- |
| Stefano Salandra    | 4      | Padania          |
| Giordan Ligarotti   | 4      | Padania          |
| Michele Cossato     | 3      | Padania          |
| Halkurd M. Mohammed | 3      | Iracki Kurdystan |
| Stephan Giordano    | 3      | Prowansja        |
| Mikael Eira         | 3      | Sapmi            |